# Ferrocarril del Tajuña
El ferrocarril del Tajuña, també conegut com a ferrocarril d'Aragó, va ser una línia fèrria de via estreta espanyola que discorria entre l'estació del Niño Jesús, a Madrid, i Alocén (Guadalajara).

## Història
El projecte va ser impulsat per la Companyia del Ferrocarril de Madrid a Arganda el primer tram del qual va ser inaugurat 30 de juliol de 1886 entre l'estació del Niño Jesús i Arganda del Rey. Es va aprofitar una part d'un antic tren miner inaugurat el 1881 entre Madrid i unes pedreres de Vallecas.
El 1901 va fer fallida l'empresa promotora i va prendre el relleu la Companyia del Ferrocarril del Tajuña, amb capital belga, el pla de la qual era fer un tren que unís Madrid amb la línia del Ferrocarril Central d'Aragó per Caminreal (Terol). No obstant això, l'alt cost de la construcció per la escarpada orografia de La Alcarria, la falta de recursos materials durant la I Guerra Mundial i l'escassa rendibilitat de la línia, van portar al fet que el capital de la companyia minvés, per la qual cosa l'últim tram es va inaugurar en 27 de desembre de 1921 entre Sacedón i Alocén, malgrat que ja estaven començades les obres a la zona de Cifuentes.

Es va inaugurar per petits trams, al que se li va unir un branc entre Morata de Tajuña i Chinchón i Colmenar d'Orella.
| Tram                                  | Data d'obertura        | Longitud en km |
| ------------------------------------- | ---------------------- | -------------- |
| Madrid/Niño Jesús - Arganda del Rey y | 30 de juliol de 1886   | 27,200         |
| Arganda del Rey - Morata de Tajuña    | 25 d'agost de 1901     | 15,100         |
| Morata de Tajuña - Tielmes            | 13 de març de 1910     | 11,900         |
| Tielmes - Orusco                      | 20 de juny de 1910     | 11,100         |
| Orusco - Mondéjar                     | 26 de març de 1916     | 14,000         |
| Mondéjar - Yebra                      | 12 de juny de 1916     | 14,100         |
| Yebra - Sayatón/Bolarque              | 16 de novembre de 1916 | 17,300         |
| Sayatón/Bolarque - Anguix             | 1917                   | 9,500          |
| Anguix - Auñón                        | 29 de setembre de 1919 | 8,200          |
| Auñón - Sacedón                       | 26 d'abril de 1920     | 3,500          |
| Sacedón - Alocén                      | 27 de desembre de 1921 | 10,300         |

El 12 de juliol de 1943, quan va començar la construcció de l'embassament d'Entrepeñas, va ser clausurat el tram entre Sacedón i Alocén, al qual va succeir la clausura del tram entre Auñón i Sacedón l'1 d'octubre de 1946. L'1 d'abril de 1953 va ser clausurat el tram entre Orusco i Auñón i va ser suspès el tràfic de viatgers. Només va quedar com a línia de servei de mercaderies, principalment de les pedreres de la vega del Tajuña demandades per la cementera Portland Valderribas, que va aconseguir l'exclusivitat del trànsit el 1964. Va adequar i va millorar les vies entre Vicálvaro i la seva fàbrica de Morata de Tajuña, prèvia clausura del tram entre Madrid i Vicálvaro l'1 de juliol de 1969.
| Tram                         | Data de clausura       | Longitud en km | Observacions                                 |
| ---------------------------- | ---------------------- | -------------- | -------------------------------------------- |
| Sacedón - Alocén             | 12 de juliol de 1943   | 10,300         |                                              |
| Auñón - Sacedón              | 1 d'octubre de 1946    | 3,500          |                                              |
| Orusco - Auñón               | 1 d'abril de 1953      | 63,100         | Tancament també al tràfic de viatgers        |
| Morata de Tajuña - Orusco    | 15 de novembre de 1959 | 23,000         |                                              |
| Madrid/Nen Jesús - Vicálvaro | 1 de juliol de 1969    | 7,000          | Explotació exclusiva de Portland Valderribas |
| Vicálvaro - Morata de Tajuña | 8 de novembre de 1997  | 35,300         |                                              |

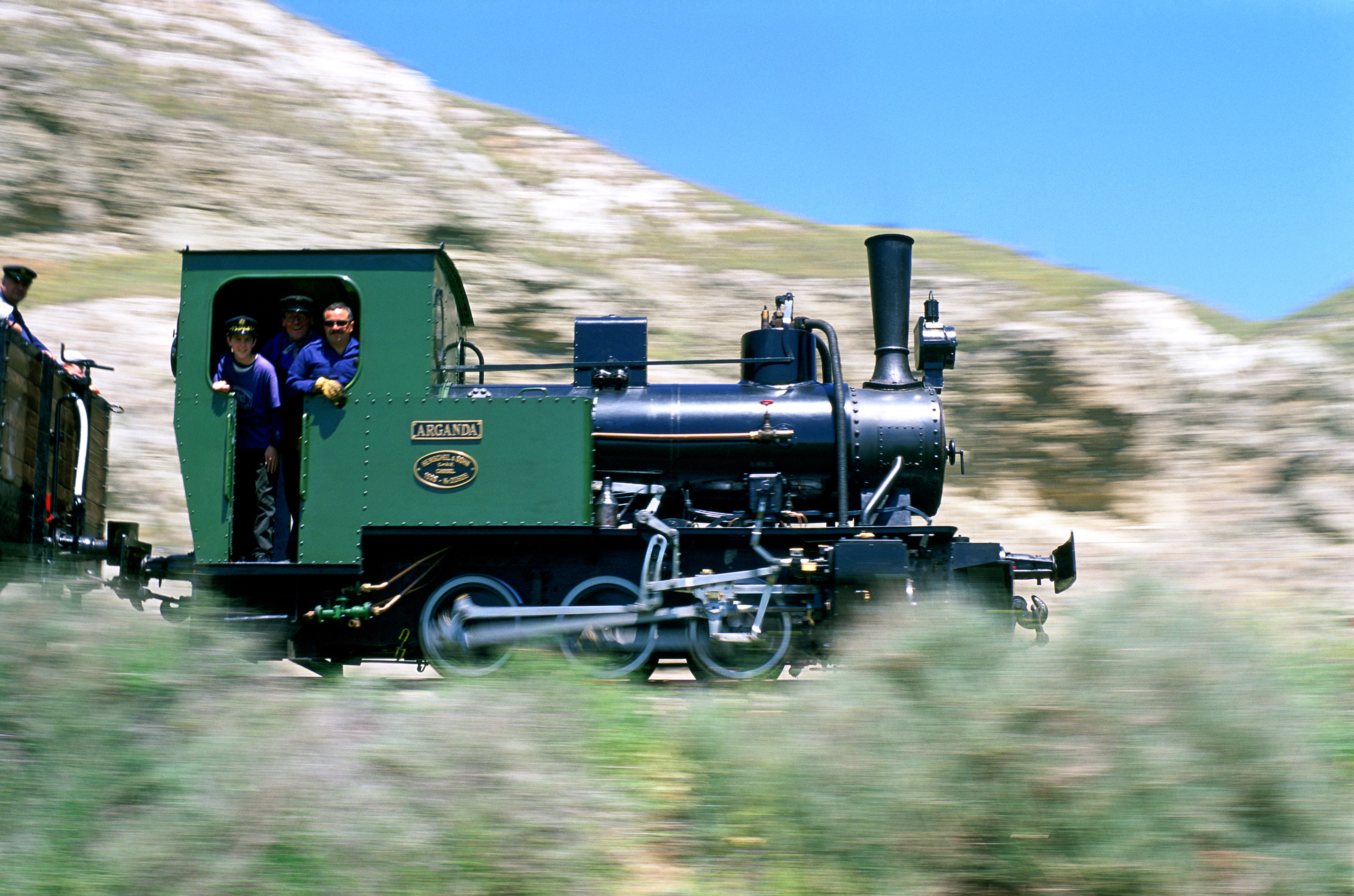
El recorregut de la locomotora Henschel Arganda ha recuperat un petit tram del ferrocarril del Tajuña entre Arganda del Rey i Rivas-Vaciamadrid.

El 8 de novembre de 1997 es va clausurar l'últim tram del ferrocarril entre Vicálvaro i la cementera de Morata de Tajuña. L'explotació de la via fèrria va passar a les mans de la Comunitat de Madrid que va aprofitar el tram entre Vicálvaro i Arganda del Rey per a la línia 9 del Metro de Madrid.
Des del 1990 un grup d'aficionats de ferrocarrils històrics va salvar de l'enderroc la locomotora Henschel Arganda, un tren de vapor de 1925 utilitzat antany a la línia del Tajuña. A més, van poder recuperar el tram entre l'estació de la Poveda, a Arganda del Rey i la llacuna del Campillo (Rivas-Vaciamadrid). Des de 2003 hi torna a circular un carrilet històric turístic. A l'estació de La Poveda hi ha un museu ferroviari.
Es va adequar 49 km de l'antic traçat entre Arganda del Rey i Ambite com a via verda, encara que el traçat és fàcilment transitable sense asfaltar ni senyalitzar, fins a Zorita de los Canes a la província de Guadalajara.
Al llarg de l'antiga línia romanen dempeus diverses estacions, algunes recuperades per a altres usos.